# Паметник на жертвите от геноцида над арменския народ (Бургас)
Паметникът на жертвите от геноцида над арменския народ в Бургас е изработен през 1990 г. от скулптора Хари Норхаик Арабян. Паметникът се намира в двора на арменската църква „Свети кръст“ в града.
Създаден е в памет на жертвите на арменския геноцид. Състои се от хачкар, който символично е разделен на две – разделението на народа, живеещ в Армения и Диаспората, и липсващи части, олицетворяващи жертвите от геноцида. Също така символизира обединяващата роля на арменската православна църква. Пред хачкара има бронзова фигура на момче, символизираща Арменския народ, останал жив след масовите погроми и кланета. То е голо, но загърнато с доспехите на славното минало и е вестител за светлото бъдеще на народа.
В основата на паметника с букви е записано от лявата страна на арменски, а отдясно на български език:
| „ | Ի ՅԻՇԱՏԱԿ 1915 Թ. ԿԱՅԱՑՈՒԱԾ ՀԱՅՈՑ ՑԵՂԱՍՊԱՆՈՒԹՅԱՆ 1 500 000 ՆԱՀԱՏԱԿՆԵՐՈՒՆ | “ |

| „ | В ПАМЕТ НА 1 500 000 ЖЕРТВИ ОТ ГЕНОЦИДА НАД АРМЕНСКИЯ НАРОД, ИЗВЪРШЕН ПРЕЗ 1915 Г. | “ |